# Sem Controle
Sem Controle est une émission de télévision humoristique brésilienne produite et diffusée par SBT entre le 28 mars et le 2 novembre 2007, présentée par Henrique Zambelli. Le casting principal est composé de Dani Calabresa, Eduardo Martini, Delurdes Moraes, Eduardo Silva, Laert Sarrumor et Vivi Fernandez. Le programme a été créé dans le même esprit que l'humour de Zorra Total, de Rede Globo, et inspiré des programmes argentins Petardos et Rompeportones, diffusés sur Canal 13 Argentina.

## Synopsis
Le programme est constitué de sketchs filmés en plans fixes mettant en scène des personnages caricaturaux dans des situations de la vie quotidienne. Parmi les tableaux les plus connus figurent le bordel de Madame Renné, un proxénète joué par Dani Calabresa qui extorque ses employés, et les discussions d'un couple de personnes âgées, joué par Rosana Pena et Milton Levy.

## Production
L'idée du programme a été importée d'Argentine par Silvio Santos, qui souhaite produire des émissions similaires à Petardos et Rompeportones, diffusées à l'origine par Canal 13. L'acteur et réalisateur Eduardo Martini est chérgé de la création du programme. Le pilote original est enregistré en décembre 2006, avec une distribution composée exclusivement d'acteurs de théâtre, dont Ângela Dip, Ary França, Flávia Bottle, Gerson Steves, Noemi Gerbelli et Eduardo lui-même. L'enregistrement ne plaît pas à la direction de la chaîne, qui interrompt le projet et licencie les comédiens. En janvier 2007, une autre version est enregistrée avec une distribution entièrement nouvelle, inspirée du programme Zorra Total de Rede Globo. Le 28 mars 2007, la première de l'émission est diffusée est le mercredi soir à 20h30, présentée par Henrique Zambelli.
Le casting est composé de Dani Calabresa, Eduardo Martini, Delurdes Moraes, Eduardo Silva, Laert Sarrumor, Vivi Fernandez, Rosana Pena, Milton Leite, André Correa, Beto Chiaratto, Milton Levy, Tadeu Menezes, Luziane Baierle, Amanda Maya et Marco Martini. À partir du 8 septembre, l'émission est diffusée le samedi soir à 23h. L'animateur du programme a également changé, le rôle revenant à Antonino Seabra. Après huit mois de diffusion, l'émission est annulée et le dernier épisode est diffusé le 2 novembre,.

## Réception critique
Le programme reçoit une majorité de critiques négatives. Mariane Morisawa, de Terra Networks, estime que le programme est empreint de  "mauvais goût", qu'il répète des clichés, les blagues sur les préjugés, en particulier sur les homosexuels. Selon Flávio Ricco, du journal O Povo, le programme est "très mauvais" et impossible à vendre commercialement, tenant les sponsors à distance.